# Култура на Австрия
Заради своето богато културно минало и настояще Австрия е ценена по целия свят. Нейната култура е представена от грандиозни архитектурни паметници като катедралата „Свети Стефан“, двореца Шьонбрун, императорския дворец във Виена и много, много други. Световноизвестните композитори, хорове, оркестри са като посланици на страната по света.
Австрийската култура е силно повлияна от нейните съседни страни, както в миналото, така и в настоящето, като Италия, Полша, Германия, Унгария и Бохемия.

## Музика
Виенската класика в областта на музиката е едно от най-големите европейски постижения на културата. Композитори като Волфганг Амадеус Моцарт, Лудвиг ван Бетховен, Антон Брукнер, Йозеф Хайдн, Франц Шуберт, Йохан Щраус (баща) и Йохан Щраус (син), Франц фон Зупе, Густав Малер, Франц Лехар, Арнолд Шонберг, както и диригенти като Феликс Вайнгартнер, Клеменс Краус и Херберт фон Караян са само част от тези, които обогатяват австрийския културен живот. Виенският мъжки хор и оркестърът при Виенската филхармония също прославят страната. Виена има 2 известни опери – Фолксоперата (народната опера), открита през 1904 г., и Щатсоперата (държавната опера), открита през 1869 г. и известна с красивата си архитектура и проявите си. В допълнение, всяка провинциална столица има свой собствен театър. Отличителни музикални събития са летните фестивали във Виена, Залцбург и Брегенц.

## Изобразително изкуство
Изобразителното изкуство в Австрия е станало известно със стила на сецесиона от края на 19 век с Густав Климт. Известни художници са също Егон Шиле, Оскар Кокошка, Антон Лемден, Ернст Фухс, Херман Нич, Фриденсрайх Хундертвасер, Гюнтер Брус, Арнулф Райнер. Известни скулптори са Фриц Вотруба, Алфред Хръдличка. От началото на 20 век в австрийската архитектура са известни 3 големи имена – Ото Вагнер, Йозеф Хофман и Адолф Лоос.

## Кино
Делът на австрийското филмово изкуство в родните кина със своите 6% е относително незначителен. Въпреки доминиращото присъствие на продукции от САЩ през последните години австрийските филми също се радват на голям успех. Режисьорът Аксел Корти („Добре дошли във Виена“) е първият носител на големите австрийски награди за филмово изкуство на 1970-те години. Киноартисти от световно равнище са Оскар Вернер, Роми Шнайдер, Хелмут Бергер, Клаус Мария Брандауер, Кристоф Валц. Арнолд Шварценегер е направил кариера в Холивуд.